# 永平府
永平府，明朝、清朝的一个府。
元朝称为永平路，直属于中书省。

永平府在直隶省的位置（1820年）

明朝洪武二年（1369年），改为平滦府，属河南分省。洪武四年（1371年）改永平府，治卢龙县（今河北省卢龙县），属北平承宣布政使司，後改属北直隶。领一州五县，分别为卢龙县、迁安县、抚宁县、昌黎县，滦州领乐亭县。弘治四年（1491年），有户口二万三千五百三十九，人口二十二万八千九百四十四。万历六年（1578年），户口二万五千九十四，人口二十五万五千六百四十六。
清朝，仍治卢龙县，属直隶。雍正初年，以顺天府的玉田县、丰润县来属。乾隆八年（1743年），两县改属遵化州。乾隆初，废山海卫置临榆县。清代考评：要，终清一朝，下领一州六县，分别为滦州、卢龙县、迁安县、抚宁县、昌黎县、乐亭县、临榆县。辛亥革命后，全国废府，废。

## 延伸阅读
[在维基数据编辑]
 《欽定古今圖書集成·方輿彙編·職方典·永平府部》，出自陈梦雷《古今圖書集成》